# As-Saff
As-Saff (Le File) è la sessantunesima Sura del Corano, una sura medinese composta da 14 versetti. Questa sura enfatizza l'importanza dell'unità e della disciplina tra i credenti, paragonandoli a una solida fila (saff) di combattenti. Viene esortata la fede sincera, l'impegno nella causa di Allah e la necessità di evitare l'ipocrisia.

## Contenuto

### La Gloria di Allah e il Comportamento Ipocrita
Versetti 1-4: La sura inizia con la glorificazione di Allah da parte di tutto ciò che è nei cieli e sulla terra. Viene poi criticato il comportamento ipocrita di coloro che dicono ciò che non fanno. Si esalta l'immagine di coloro che lottano nella causa di Allah, descritti come una solida e compatta fila di guerrieri.

### L'Appello alla Fede Sincera
Versetti 5-6: Si menziona la storia di Mosè e l'incredulità del suo popolo nonostante i segni chiari. Successivamente, si parla di Gesù, figlio di Maria, che annuncia la venuta di un messaggero dopo di lui, il cui nome sarà Ahmad (un altro nome del Profeta Muhammad). Questo riferimento serve a rafforzare la legittimità del messaggio di Muhammad.

### L'Impegno nella Causa di Allah
Versetti 7-9: Si critica chi rifiuta la verità del messaggio divino e cerca di spegnere la luce di Allah con le proprie bocche, ma Allah perfezionerà la Sua luce nonostante l'avversione dei miscredenti. Si ribadisce che Allah ha inviato il Suo Messaggero con la guida e la religione della verità per prevalere su ogni altra religione.

### La Promessa di Vittoria e Perdono
Versetti 10-14: Si invita i credenti a un commercio che li salverà da un tormento doloroso: credere in Allah e nel Suo Messaggero, lottare per la Sua causa con i propri beni e persone. In cambio, viene promessa la vittoria e il perdono. Si esorta a essere come i discepoli di Gesù che lo hanno sostenuto nella causa di Allah.

## Analisi
La Sura As-Saff offre importanti insegnamenti sull'unità, la disciplina, la fede sincera e l'impegno nella causa di Allah. Attraverso la critica dell'ipocrisia e l'esaltazione dell'immagine di una solida fila di combattenti, la sura sottolinea la necessità di coerenza tra parole e azioni e l'importanza dell'unità tra i credenti.
Inoltre, la sura rafforza la legittimità del messaggio di Muhammad, collegandolo ai precedenti profeti Mosè e Gesù, e promette vittoria e perdono a coloro che credono sinceramente e si impegnano nella causa di Allah. È un richiamo alla fede autentica, all'unità e alla dedizione, invitando i credenti a seguire il cammino della giustizia e della verità per ottenere la benedizione divina.